# Ischnochiton mawlei
Ischnochiton mawlei är en blötdjursart som beskrevs av Tom Iredale och May 1916. Ischnochiton mawlei ingår i släktet Ischnochiton och familjen Ischnochitonidae.
Artens utbredningsområde är Tasmanien. Inga underarter finns listade i Catalogue of Life.